# Murutambabisigo
Murutambabisigo är ett vattendrag i Burundi.   Det ligger i provinsen Kirundo, i den norra delen av landet, 110 km nordost om huvudstaden Bujumbura.
Omgivningarna runt Murutambabisigo är huvudsakligen savann. Runt Murutambabisigo är det tätbefolkat, med 442 invånare per kvadratkilometer.